# Enrica Marasca
Enrica Marasca (Priverno, 10 marzo 1983) è una canottiera italiana.
Nelle competizioni internazionali, ha ottenuto due medaglie di bronzo a livello mondiale e una medaglia per colore ai campionati europei con vari scafi dei pesi leggeri (due, quattro) e nell'otto.

## Palmarès
| Anno | Manifestazione | Sede             | Evento                         | Risultato | Note |
| ---- | -------------- | ---------------- | ------------------------------ | --------- | ---- |
| 2010 | Europei        | Montemor-o-Velho | Quattro di coppia pesi leggeri | Oro       |      |
| 2011 | Europei        | Plovdiv          | Due di coppia pesi leggeri     | Bronzo    |      |
| 2012 | Europei        | Varese           | Otto                           | Argento   |      |
| 2012 | Mondiali       | Plovdiv          | Quattro di coppia pesi leggeri | Bronzo    |      |
| 2013 | Mondiali       | Chungju          | Quattro di coppia pesi leggeri | Bronzo    |      |